# لورنس إم. هيوي
لورنس إم. هيوي (بالإنجليزية: Laurence Markham Huey)‏ هو عالم طيور وعالم حيوانات أمريكي، ولد في 6 سبتمبر 1892 في سان دييغو في الولايات المتحدة، وتوفي بنفس المكان في 11 يونيو 1963.